# Titan Dome
O Titan Dome ((88°30′S 165°0′; 88°30′S 165°0′E) é um pico de gelo na planície da Antártica que cresce de leste a oeste e atinge 3,100 metros entre as montanhas de Queen Maud e o Pólo Sul. O domo foi atravessado pela primeira vez por Shackleton, Amundsen e Scott e suas jornadas para o Pólo Sul e foi descrito por eles como um enorme cume de neve. Seu nome derive do computador Titan, da Universidade de Cambridge, que era utilizado para processar toda a comunicação dessa região da Antártica.